# Gran Torino
Gran Torino è un film del 2008 diretto e interpretato da Clint Eastwood.

## Trama
Il polaccoamericano Walt Kowalski è un reduce della guerra di Corea, dove ha prestato servizio nella 1ª Divisione di cavalleria. L'inizio del film mostra il funerale della moglie. Rimasto vedovo dopo cinquant'anni di matrimonio, in pensione dopo aver lavorato per tutta la vita come operaio alla Ford, egli trascorre la sua esistenza, semplice e metodica, nel quartiere popolare di Highland Park, nella periferia di Detroit. Uno dei suoi passatempi è prendersi cura dell'auto che custodisce gelosamente nel garage, una Ford Gran Torino del 1972, tenuta in perfette condizioni.
Kowalski è uno dei pochi bianchi rimasti nel suo quartiere, dove stanno arrivando sempre più immigrati asiatici, di etnia hmong, una popolazione costretta a emigrare in massa negli Stati Uniti d'America proprio per l'appoggio dato agli americani durante la guerra del Vietnam. In particolare, ha cattivi rapporti con la famiglia della casa accanto alla sua, di cui fanno parte i giovani Thao e Sue, fratello e sorella, la loro madre e la loro nonna. Cova una sorta di disprezzo e razzismo per il diverso, in particolare proprio per gli asiatici, risultato del suo acceso nazionalismo e del suo ruolo nella guerra di Corea; ciò lo rende particolarmente nervoso e suscettibile. A peggiorare la situazione è anche il pessimo rapporto che ha con i due figli: Mitch, quello che gli è più vicino, sembra in realtà interessarsi più alle sue ricchezze che alla sua persona. Altrettanto fanno i nipoti, che lo vedono, per l'età, come una persona insignificante e che presto morirà. Mitch e suo fratello sostengono che per quanto cerchino di aiutare il loro padre Walt, egli sarà sempre deluso di loro.
Walt è anche un uomo malato, afflitto dagli inizi di un tumore ai polmoni. Dopo aver iniziato a tossire sangue, effettua qualche esame medico, il cui esito consiglia il ricovero immediato.
La moglie di Walt, molto devota, prima di morire aveva chiesto al suo prete, il giovane padre Janovich, di provare ad avvicinare Walt, nonostante questi non si sia mai interessato alla religione.
Il carattere scontroso e pugnace di Walt è all'origine di un avvicinamento con la famiglia Hmong, sua vicina di casa, con la quale si è sempre guardato dall'imbastire il benché minimo rapporto. Una sera, infatti, il giovane Thao subisce l'ennesima prevaricazione da una gang di teppisti, della quale fa parte anche un suo cugino, che vuole portarlo via da casa con la forza per coinvolgerlo nelle proprie attività criminose. La sorella Sue, la mamma, e perfino la nonna, cercano con tenacia di trattenerlo. Ne nasce un parapiglia che finisce per sconfinare nel giardino di Kowalski, il quale, armato del suo fucile M1 Garand, mette in fuga i giovani malviventi. Il suo gesto, che è in realtà compiuto per egoismo (Walt non voleva aiutare Thao, ma solo mandare via i teppisti dal suo terreno), appare invece un'azione coraggiosa e di grande valore agli occhi dei vicini e di tutta la comunità Hmong, un gesto compiuto in difesa di una famiglia debole alla quale manca una figura adulta maschile e per questo sottoposta a continue vessazioni.
Così, il giorno seguente, il burbero anziano si vede recapitare una grande quantità di fiori e di specialità culinarie che lo irritano e imbarazzano, tanto da gettarne via una gran parte. Quando nei giorni seguenti vede la giovane Sue minacciata da tre afroamericani, interviene di nuovo e, armato della sua pistola Colt M1911, mette in fuga i malintenzionati, salvando la ragazza. Walt entra così definitivamente nelle grazie della famiglia e della comunità che sta imparando a scoprire.
Thao viene mandato a servire Walt per una settimana, come punizione per aver tentato, giorni prima, di rubare la Ford Gran Torino come rito d'iniziazione alla banda di teppisti, alla quale tuttavia non ha intenzione di unirsi.
Walt non può rifiutarsi di accettare i servizi del ragazzo anche se all'inizio non ha idea di come impiegarlo. Gli mostra quindi come fare alcuni piccoli lavori edilizi, sistemando le case vicine. Questa sorta di convivenza forzata gli fa comprendere come i valori più profondi in cui crede si ritrovino più in questo ragazzo e nella sua famiglia, che non nei propri familiari o in altri "americani di oggi". Walt finisce per prendere a cuore le sorti di Thao e gli procura un lavoro. I teppisti non accettano il gesto e aggrediscono il ragazzo. Kowalski, venutone a conoscenza, si dirige alla casa dove la banda si ritrova e, dopo averne picchiato uno, li avverte di stare alla larga da quella famiglia. I giovani delinquenti, però, non demordono: quella stessa sera sparano raffiche di mitraglietta contro la casa di Thao, ferendolo lievemente; inoltre sequestrano e violentano Sue, la sorella. La polizia non riesce ad arrestare i colpevoli anche a causa dell'omertà della comunità asiatica.
Walt fatica a reprimere la propria rabbia. Padre Janovich capisce il pericolo imminente e lo scongiura di non peggiorare la situazione. Il giorno dopo, Thao, per organizzare la vendetta, va a casa dell'anziano amico, ma questi, per non fargli correre rischi, lo chiude a chiave in cantina con l'inganno e, dopo essersi fatto tagliare barba e capelli, aver comprato un vestito nuovo ed essersi confessato, si reca al covo dei teppisti. Dalla strada, dove nonostante il buio della sera può essere visto da tutti, affronta i sei giovani criminali tutti ben armati e asserragliati in casa. Quando infila la mano sotto la giacca, come a voler prendere un'arma, i teppisti gli sparano e lo uccidono; ma in tasca aveva solo il suo accendino. La brutalità dell'accaduto finalmente rompe il muro di omertà della comunità e gli assassini vengono finalmente arrestati così Thao e la sua famiglia trovano la serenità e la possibilità di guardare con più fiducia al futuro.
Alla lettura del testamento, dettato con il linguaggio colorito che gli era proprio, si scopre che Walt ha lasciato la propria casa alla Chiesa, come avrebbe voluto la moglie, e la splendida Gran Torino a Thao, l'amico più fidato (con dispiacere della figlia di Mitch che sperava di riceverla), a patto che egli non la modificasse. Nella scena finale della pellicola Thao è alla guida della Gran Torino accanto a Daisy, la fidata cagnolina di Walt, guidando lungo la strada che costeggia il lago Erie.

## Produzione
Il budget della produzione è stato di 33 milioni di dollari.

### Titolo

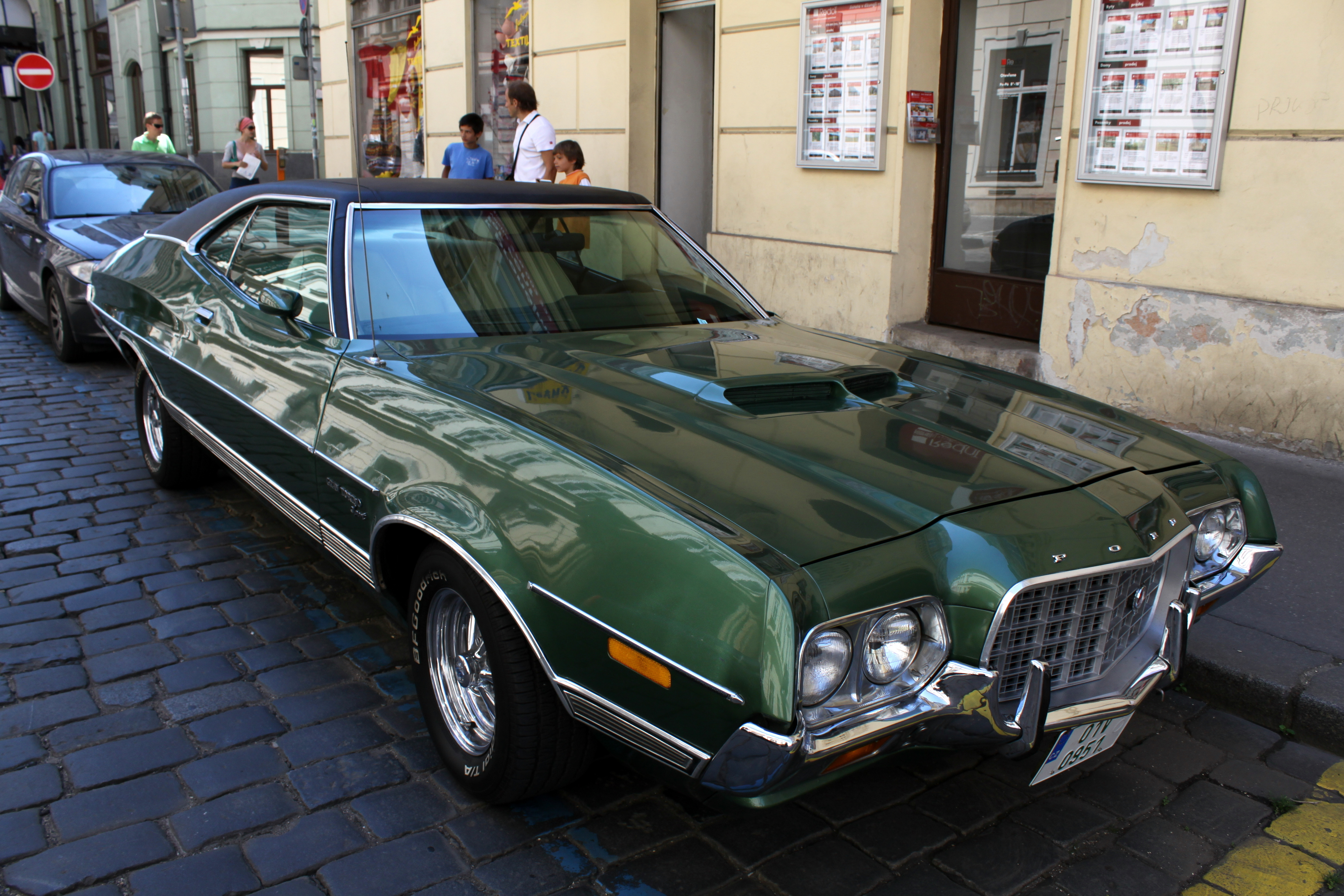
Ford Gran Torino

Il titolo Gran Torino è un riferimento all'automobile della Ford Gran Torino, modello coupé molto in voga negli USA durante gli anni settanta; è anche la vettura utilizzata dall'agente David Starsky nella serie televisiva Starsky & Hutch. Il nome "Torino" deriva dal fatto che gli statunitensi consideravano questa città, sede della FIAT e della Lancia, come la Detroit d'Italia.
Il personaggio interpretato da Eastwood nel film è molto legato a questo modello di auto e la cura che gli dedica lo caratterizza in modo quasi maniacale.

### Sceneggiatura
La sceneggiatura è stata scritta da Nick Schenk, che ha delineato il protagonista come un irascibile americano razzista, la cui personalità sarà soggetta a profondi cambiamenti durante il corso della storia.
Alcuni blogger della comunità hmong hanno criticato Schenk per il suo modo di rappresentare gli stereotipi anti-hmong, considerando mal riuscito il copione.

### Riprese

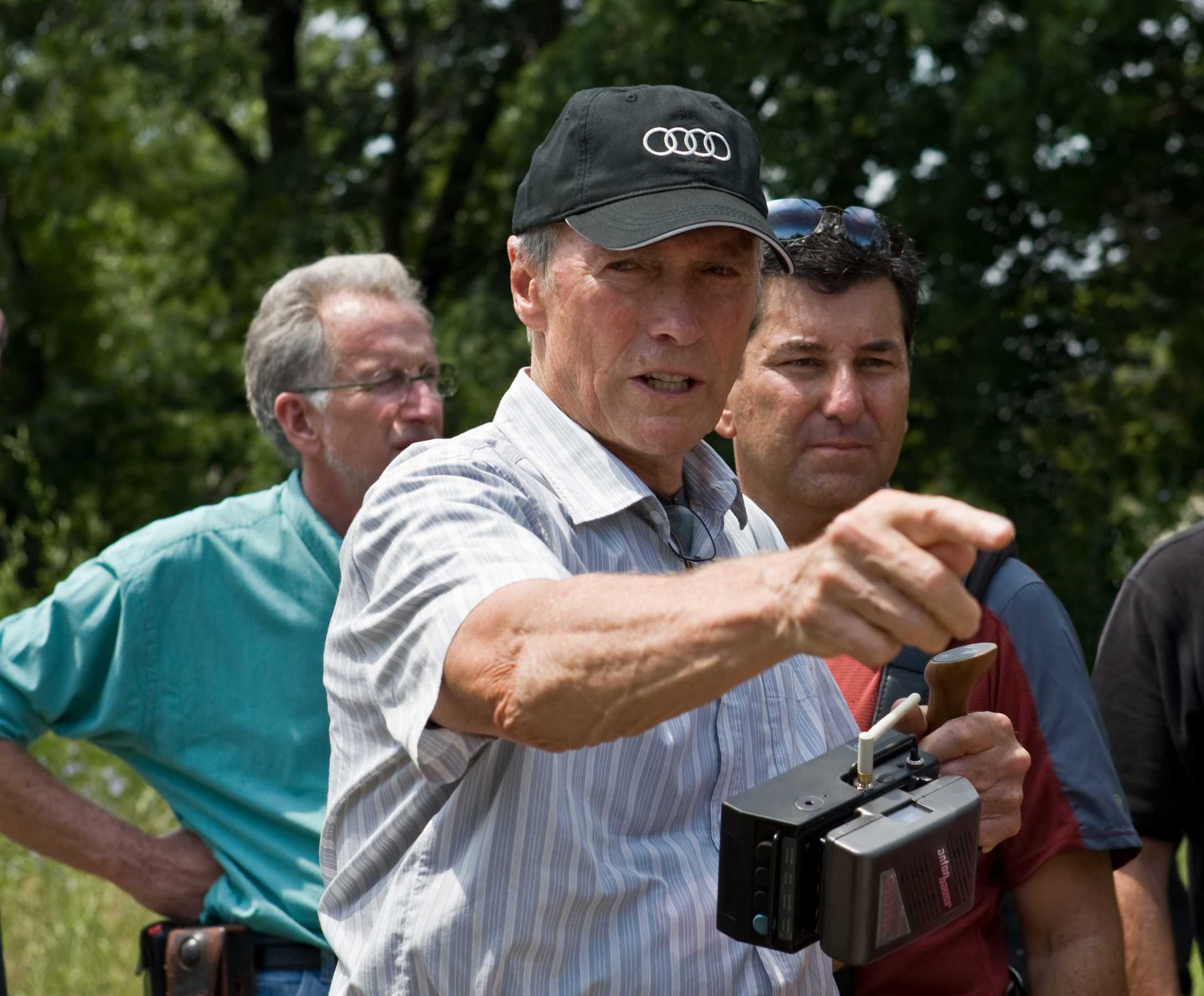
Clint Eastwood durante le riprese

Le riprese si sono svolte a Detroit tra luglio e agosto, dopo circa un mese di casting aperto alle comunità hmong di Saint Paul, Fresno e Detroit; altre località sono state Warren, Royal Oak e Grosse Pointe Park.
La scelta di svolgere la lavorazione in Michigan è dovuta a una legge locale volta a incentivare le produzioni cinematografiche che scelgono il Michigan come ambientazione.
Per ottenere una consulenza dettagliata sugli stereotipi contro i Hmong e sulla loro cultura, Eastwood ha richiesto l'affiancamento di centinaia di immigrati Hmong. Parlando del suo personaggio, Eastwood l'ha così descritto:

## Promozione
Il materiale promozionale (locandine e poster) è stato prodotto da "The Cimarron Group", gruppo che già aveva collaborato con Eastwood per la promozione di Changeling.
Prima della nuova uscita americana del film (9 gennaio 2009), è stato lanciato su YouTube il video musicale realizzato per l'ultima traccia della colonna sonora del film, cantata da Jamie Cullum e, nel film, anche dallo stesso Clint Eastwood.

## Distribuzione
| Date di uscita nel mondo | Date di uscita nel mondo              |
| Paese                    | Data                                  |
| ------------------------ | ------------------------------------- |
| Stati Uniti              | 12 dicembre 2008, 9 gennaio 2009(*)   |
| Regno Unito              | 20 febbraio 2009, 27 febbraio 2009(*) |
| Francia                  | 25 febbraio 2009                      |
| Grecia                   | 26 febbraio 2009                      |
| Germania                 | 5 marzo 2009                          |
| Spagna                   | 6 marzo 2009                          |
| Portogallo               | 12 marzo 2009                         |
| Paesi Bassi              | 13 marzo 2009                         |
| Italia                   | 13 marzo 2009                         |
| Polonia                  | 27 marzo 2009                         |
| Giappone                 | 25 aprile 2009                        |

In tutti i paesi il film è stato distribuito col titolo originale, in quanto nome di un'automobile.
(*) Negli Stati Uniti e nel Regno Unito il film è uscito in due diverse occasioni e modalità: la prima uscita è stata limitata a poche sale (negli Stati Uniti si è cercato di sfruttare il periodo natalizio); la seconda invece può essere considerata l'uscita ufficiale del film, che così viene distribuito in molti più circuiti cinematografici rispetto alla prima volta. Questa doppia release sembra aver giovato al film, che ha ottenuto ottimi incassi.

## Accoglienza

### Incassi
La pellicola ha debuttato al primo posto del botteghino nordamericano con un incasso di circa 30 milioni di dollari nel suo primo weekend. In totale ha guadagnato 270 milioni in tutto il mondo.

### Critica
Su Rotten Tomatoes il film riceve l'81% di recensioni professionali positive con un voto medio di 7,10 su 10 basato su 237 critiche, mentre su Metacritic il film ha ricevuto un punteggio di 73 su 100, basandosi su 34 critiche.

## Riconoscimenti
- 2009 - Golden Globe
  - Candidatura per la miglior canzone (Gran Torino) a Clint Eastwood, Jamie Cullum, Kyle Eastwood e Michael Stevens
- 2008 - National Board of Review Award
  - Migliori dieci film
  - Miglior attore protagonista a Clint Eastwood
  - Migliore sceneggiatura originale a Nick Schenk
- 2009 - Saturn Award
  - Candidatura per il miglior film d'azione/di avventura/thriller
- 2010 - Japan Academy Award
  - Miglior film straniero
- 2009 - Broadcast Film Critics Association Award
  - Candidatura per il miglior attore protagonista a Clint Eastwood

- 2008 - Chicago Film Critics Association Award
  - Candidatura per il miglior attore protagonista a Clint Eastwood
- 2009 - David di Donatello
  - Miglior film straniero a Clint Eastwood
- 2009 - Nastro d'argento
  - Miglior film non europeo a Clint Eastwood
- 2010 - Premio César
  - Miglior film straniero a Clint Eastwood
- 2008 - New York Film Critics Circle Award
  - Candidatura per il miglior attore protagonista a Clint Eastwood
- 2009 - Ciak d'oro
  - Miglior film straniero